# Archytaea
Archytaea, biljni rod u porodici Bonnetiaceae. Pripadaju mu dvije vrste grmova ili drveća u tropskoj Južnoj Americi (Kolumbija, Gvajana, sjeverni Brazil, Venezuela.

## Vrste
1. Archytaea angustifolia Maguire
2. Archytaea triflora Mart.